# Sarcolobus stenophyllus
Sarcolobus stenophyllus är en oleanderväxtart som först beskrevs av Asa Gray, och fick sitt nu gällande namn av P.I. Forster. Sarcolobus stenophyllus ingår i släktet Sarcolobus och familjen oleanderväxter. Inga underarter finns listade i Catalogue of Life.